# Liste der Kulturdenkmäler in Albisheim (Pfrimm)
In der Liste der Kulturdenkmäler in Albisheim (Pfrimm) sind alle Kulturdenkmäler der rheinland-pfälzischen Ortsgemeinde Albisheim (Pfrimm) aufgeführt. Grundlage ist die Denkmalliste des Landes Rheinland-Pfalz (Stand: 27. November 2018).

## Denkmalzonen
| Bezeichnung                    | Lage                                           | Baujahr | Beschreibung | Bild                           |
| ------------------------------ | ---------------------------------------------- | ------- | --- | ------------------------------ |
| Denkmalzone Jüdischer Friedhof | nördlich des Ortes; Flur Am Judenfriedhof Lage | 1800    | 1800 (oder um 1870?) angelegt, Umfassungsmauer, über 30 Grabsteine ab der ersten Hälfte des 19. Jahrhunderts bis 1938 | weitere Bilder Fotos hochladen |

## Einzeldenkmäler
| Bezeichnung                  | Lage                                           | Baujahr                           | Beschreibung | Bild                           |
| ---------------------------- | ---------------------------------------------- | --------------------------------- | --- | ------------------------------ |
| Rat- und Schulhaus           | Hauptstraße 40 Lage                            | 1832                              | Rat- und ehemaliges Schulhaus; stattlicher spätklassizistischer Walmdachbau, Turmaufbau über Mittelrisalit, 1832, Architekt Ferdinand Beyschlag, Kaiserslautern | weitere Bilder Fotos hochladen |
| Wohnhaus                     | Hauptstraße 42 Lage                            | erste Hälfte des 18. Jahrhunderts | im Kern barockes Wohnhaus, teilweise Fachwerk, erste Hälfte des 18. Jahrhunderts | Fotos hochladen                |
| Wohnhaus                     | Hauptstraße 51 Lage                            | erste Hälfte des 18. Jahrhunderts | barockes Wohnhaus, reiches Zierfachwerk, erste Hälfte des 18. Jahrhunderts, Umbau (?) bezeichnet 1774, Toranlage, bezeichnet 1784 | weitere Bilder Fotos hochladen |
| Wohnhaus                     | Hauptstraße 59 Lage                            | 1851                              | anspruchsvolles spätklassizistisches Wohnhaus, 1851, im Scheunentrakt dreischiffiger kreuzgratgewölbter Stall, um 1850; straßenbildprägend | weitere Bilder Fotos hochladen |
| Protestantische Peterskirche | Kirchgasse 14 Lage                             | 1792                              | klassizistischer Walmdachbau, bezeichnet 1792, spätgotisches Westportal, gotischer Turmunterbau (13. Jahrhundert?), Glockenstube 1840–43; Orgelprospekt, um 1760, von Johann Michael Stumm, Rhaunen | weitere Bilder Fotos hochladen |
| Kriegerdenkmal               | Kirchgasse, bei Nr. 14 Lage                    | 1928                              | Kriegerdenkmal 1914/18, 1928 von Heinrich Schuler, Kirchheimbolanden, nach 1945 erweitert | BW                             |
| Grabsteine                   | Kirchgasse, bei Nr. 14 auf dem Friedhof Lage   | 19. und frühes 20. Jahrhunderts   | Grabsteine des 19. und frühen 20. Jahrhunderts sowie aufwändige gründerzeitliche Sandsteinstelen; an der Umfassungsmauer 10 historisierende Grabsteine, zwischen 1850 und 1880; außerdem Grabsteine für Johannes Schloßstein († 1901) und David Hahn († 1906)                                                             | BW                             |
| Obere Schmelzmühle           | Obere Mühlgasse 15 Lage                        | 18. bis frühes 20. Jahrhundert    | geschlossene Hofanlage, 18. bis frühes 20. Jahrhundert; Wohnhaus in barockisierendem Heimatstil, bezeichnet 1908, Mahlmühle 1888, Bruchstein-Lohmühle vor 1743, Wasserhaus mit Wasserrad, Scheune mit Fachwerkspeicher, bezeichnet 1804, Knechtwohnung 19. Jahrhundert, Stall 1902, barocke Zehntscheune, 18. Jahrhundert | Fotos hochladen                |
| Wartturm                     | nordwestlich des Ortes; Flur An der Warte Lage | 15. oder 16. Jahrhundert          | spätgotischer Rundturm, Bruchkalkstein, 15. oder 16. Jahrhundert, neugotischer Zinnenkranz und Tür, 1862 | weitere Bilder Fotos hochladen |